# Oonopoides maxillaris
Oonopoides maxillaris là một loài nhện trong họ Oonopidae.
Loài này thuộc chi Oonopoides. Oonopoides maxillaris được miêu tả năm 1940 bởi Bryant.